# Ägyptische Botschaft in Berlin

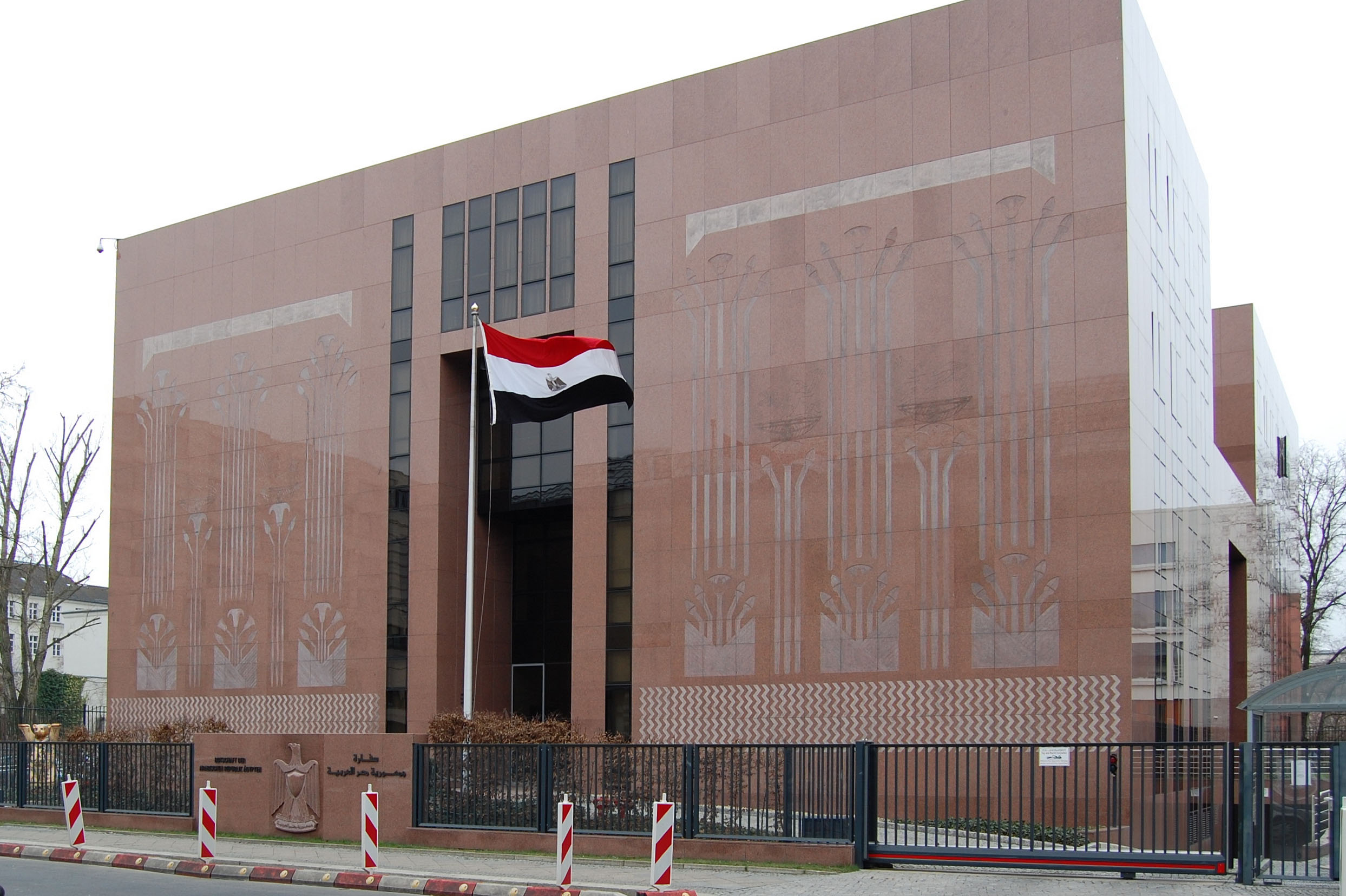
Botschaft in der Stauffenbergstraße in Berlin-Tiergarten

Die ägyptische Botschaft in Berlin ist die diplomatische Vertretung der Arabischen Republik Ägypten in Deutschland. Sie befindet sich in der Stauffenbergstraße 6/7 im Botschaftsviertel des Berliner Ortsteils Tiergarten (Bezirk Mitte).
Botschafter ist seit dem 22. November 2024 Mohamed Abdelsattar Mohamed Elbadri.
Ägypten unterhält Generalkonsulate in Frankfurt am Main und Hamburg.

## Geschichte der diplomatischen Beziehungen

### Deutschland vor 1945
Das Deutsche Reich unterhielt mit dem damaligen Königreich Ägypten seit 1925 diplomatische Beziehungen. Der Botschafter hatte seine Residenz in der Delbrückstraße 8 im Ortsteil Grunewald. 1929 erfolgte ein Umzug in die Tiergartenstraße 18b. Der ägyptische Staat kaufte in den 1940er Jahren das Grundstück und dazu eine Fläche an der Stauffenbergstraße, auf dem sich die Botschaft seit 1999 wieder befindet. Im Zweiten Weltkrieg sowie in den nachfolgenden Jahrzehnten wurden die diplomatischen Beziehungen zwischen Ägypten und Deutschland teilweise unterbrochen und nur durch ein Präsenzbüro gewährleistet.

### Alte Bundesrepublik

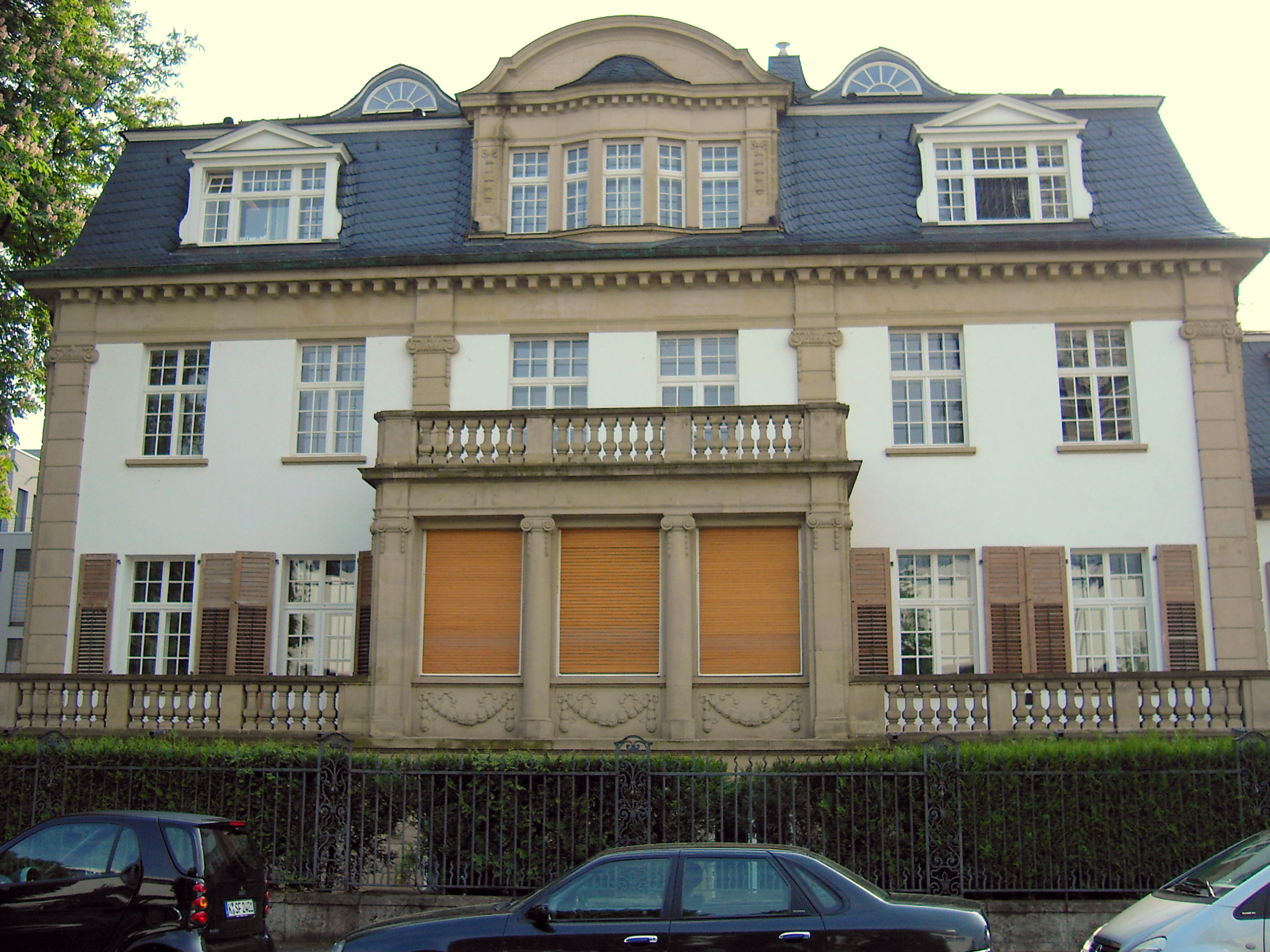
Ehemalige Residenz des ägyptischen Botschafters in Bonn

Am 16. Oktober 1952 nahmen Ägypten und die Bundesrepublik Deutschland diplomatische Beziehungen auf. Zwischenzeitlich waren die Beziehungen unterbrochen. Erst 1972 entsandte Ägypten seinen Botschafter wieder in die Bundesrepublik. Die ägyptische Botschaft befand sich in der Kronprinzenstraße 2 im Ortsteil Rüngsdorf der damaligen Bundeshauptstadt Bonn.
Die Bundesrepublik entsandte ihren Botschafter, der 1952 mit seinem Team das Isis Building im Stadtteil Garden City in Kairo bezog. Im Jahr 1955 wechselte die Botschaft nach Dokki in die Sharia Boulos Hanna. Zum Ende der 1970er Jahre kaufte die Bundesrepublik ein fast 6000 m² großes Grundstück auf der Insel Zamalek im Nil, auf dem die neue Botschaft gebaut und 1982 bezogen wurde. Die ehemalige Sharia Hassan Sabri im Stadtteil Zamalek wurde im Herbst 2003 in Sharia Berlin umbenannt.

### Deutsche Demokratische Republik
Seit dem 11. Juli 1969 bestanden diplomatische Beziehungen zwischen Ägypten (damals unter dem Namen Vereinigte Arabische Republik) und der DDR. Sie endeten mit der deutschen Wiedervereinigung im Jahr 1990. Die Botschaft Ägyptens in Ost-Berlin befand sich zunächst in der damaligen Warmbader Straße 50–52 (seit 1976: Robert-Siewert-Straße) im Ortsteil Karlshorst. Die von der Botschaft genutzte Villa, ein 1937/1938 errichtetes Gebäude, ist mittlerweile denkmalgeschützt.
Bald darauf erfolgte ein Umzug in den Ortsteil Pankow in die Straße 22, Hausnummer 3 und schließlich in einen dreigeschossigen Neubau in der Waldstraße 15 im Ortsteil Niederschönhausen. In der Friedrichstraße 153 (im Internationalen Handelszentrum) befand sich ein der Botschaft angeschlossenes Handelsbüro.

### Nach der deutschen Wiedervereinigung
Nach der deutschen Wiedervereinigung und dem Beschluss des Deutschen Bundestages von 1991, Parlament und Bundesregierung nach Berlin zu verlegen, zog auch die ägyptische Botschaft 1999 in die Bundeshauptstadt. Sie nutzte zunächst ihr Grundstück in der Stauffenbergstraße und verkaufte das Gelände an der Tiergartenstraße, um den Bau eines neuen Botschaftsgebäudes zu finanzieren. Während der Bauphase (1999–2001) zogen die Botschaftsmitarbeiter noch einmal für kurze Zeit in das Haus in Niederschönhausen, und als Residenz des Botschafters wurde ein Gebäude im Ortsteil Charlottenburg gemietet. Die Militärabteilung der Botschaft verblieb in Bonn, da das Bundesministerium der Verteidigung im Rahmen des Berlin/Bonn-Gesetzes seinen ersten Dienstsitz in der ehemaligen Bundeshauptstadt hat.
Die Beziehungen zwischen Ägypten und Deutschland sind im 21. Jahrhundert durch eine intensive Zusammenarbeit gekennzeichnet. Dies liegt neben allgemeineren politischen Interessen vor allem an der gegenseitigen Handelsposition; so ist Deutschland für Ägypten nach den USA der zweitwichtigste Handelspartner, während Ägypten nach Saudi-Arabien und den Vereinigten Arabischen Emiraten der drittgrößte Handelspartner im arabischen Raum für Deutschland ist. Zudem gehört Ägypten zu den Ländern, in denen Deutschland eine intensive Entwicklungszusammenarbeit leistet.

## Botschafter

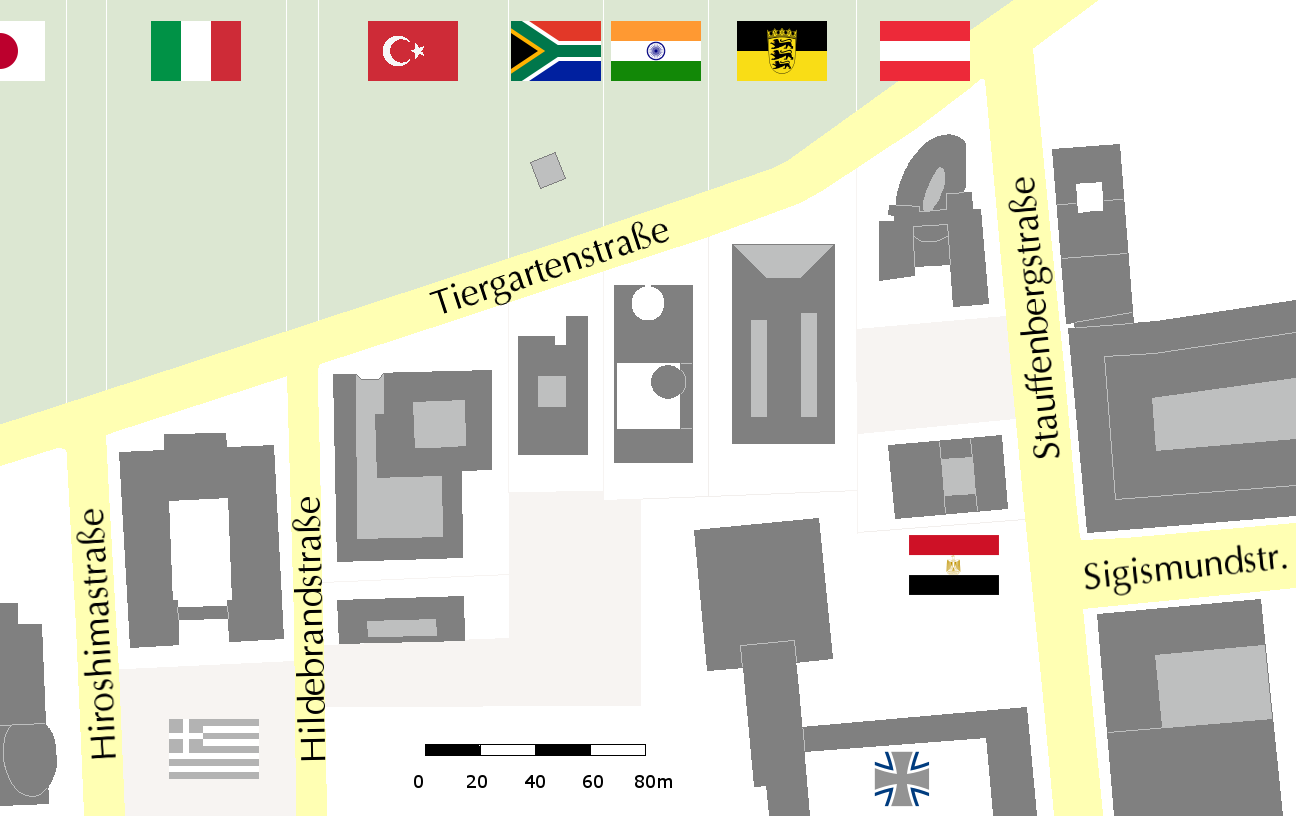
Lageplan der Botschaft im östlichen Teil des Botschaftsviertels

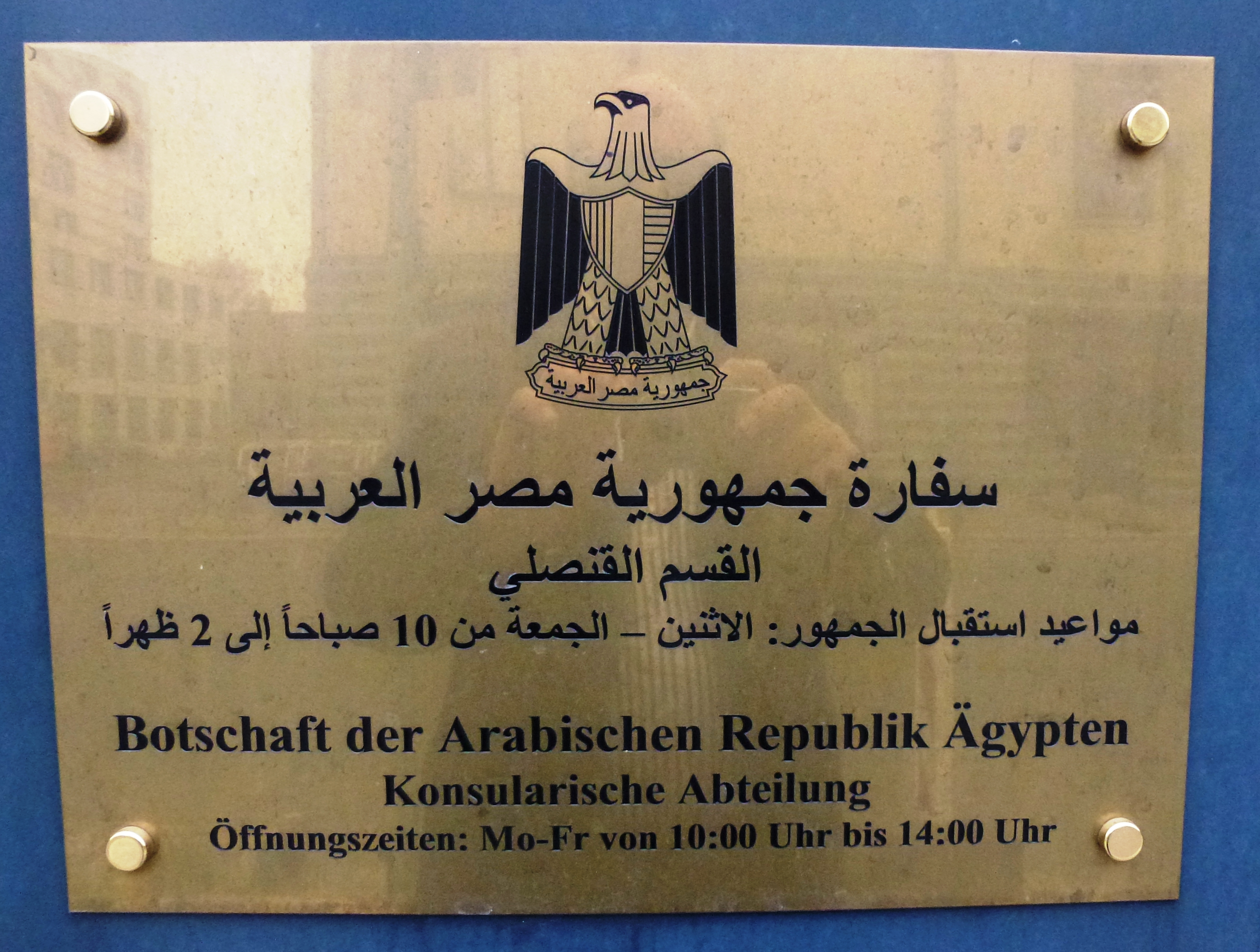
Tafel am Eingang

## Gebäude
Für den Neubau der Botschaft in Berlin wurde 1998 ein Wettbewerb in Ägypten ausgerufen, den der Architekt Samir Rabie aus Kairo für sich entscheiden konnte. Seine Entwürfe wurden von 1999 bis 2001 vom Büro Kendel Architekten in Berlin ausgeführt. Die Baukosten beliefen sich nach Angaben des Architekten auf 23 Millionen Euro.
Das Gebäude besteht aus drei unterschiedlich hohen Kuben, die nach außen hin durch eine Verkleidung aus poliertem roten Granit zusammengefügt wurden und eine Einheit bilden. Durch vertikale Fensterbänder wird der Bau gegliedert. Der Haupteingang liegt an der Frontseite des Gebäudes an der Stauffenbergstraße und ist durch eine farbige Verglasung über drei Stockwerke gekennzeichnet. Beidseitig des Eingangs befinden sich schmale Fensterstreifen, die vertikal fast die gesamte Höhe des Gebäudes einnehmen.
Der Hauptteil der Fassade ist fensterlos und durch ein in die polierte Steinfläche eingefrästes Relief gestaltet. Es zeigt eine durch Wellenlinien im unteren Bereich symbolisierte Darstellung des Nil, aus dem sich Lotuspflanzen als Symbolpflanzen Oberägyptens und Papyrusgras als Symbol für Unterägypten erheben. Zwischen den Papyrusdarstellungen befinden sich Reliefs von auf Säulen getragenen Schalen, in denen sich geflügelte Wesen befinden. Sie sind dem altägyptischen Gott Horus nachempfunden, der in Reliefs als Falke dargestellt wurde. Das Gesamtbild wird durch einen Balken mit Hieroglyphen begrenzt, der den Himmel darstellt.